# Холл, Александр (футболист)
Александр Нобл Холл (англ. Alexander Noble Hall; 3 декабря 1880, Абердин — 25 сентября 1943, Торонто) — канадский футболист, чемпион летних Олимпийских игр 1904.
На Играх 1904 в Сент-Луисе Холл выступал за сборную Канады. Выиграв два матча и забив три гола в одном из них, он занял первое место и выиграл золотую медаль.